# Paraconger notialis
Paraconger notialis är en fiskart som beskrevs av Kanazawa, 1961. Paraconger notialis ingår i släktet Paraconger och familjen havsålar. Inga underarter finns listade i Catalogue of Life.